# Mantis religiosa
La mantide religiosa (Mantis religiosa Linnaeus, 1758), denominata anche mantide europea, è una delle specie più comuni dell'ordine Mantodea.

## Etimologia
Il nome della specie deriva dal greco "mantis", cioè profeta, indovino, e fa riferimento alla postura delle zampe anteriori che ricorda un atteggiamento di preghiera.

## Descrizione

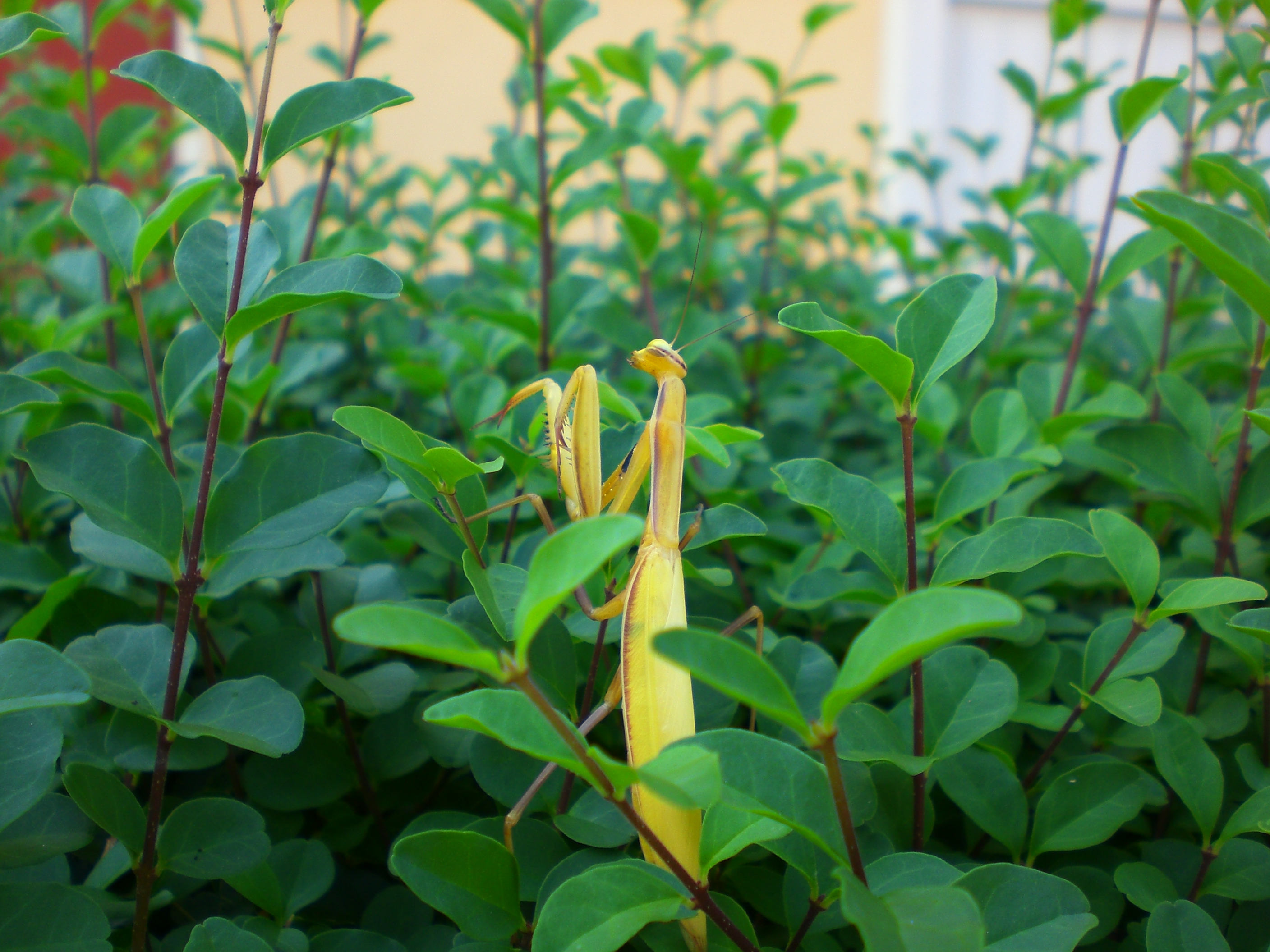
Mantide religiosa di colore giallo

I maschi, in età adulta, raggiungono una lunghezza di 5–6 cm mentre le femmine possono raggiungere gli 8 cm. L'addome degli esemplari maschili si articola in otto segmenti, mentre nelle femmine in sei. La sua colorazione varia dal verde brillante al marrone chiaro. Altra caratteristica è la presenza di due ocelli neri, uno per ogni zampa anteriore nel lato interno, mostrati all'occorrenza a scopo difensivo. Ha due paia di ali attaccate sul dorso in corrispondenza della coppia di zampe posteriori e mediane.

## Biologia

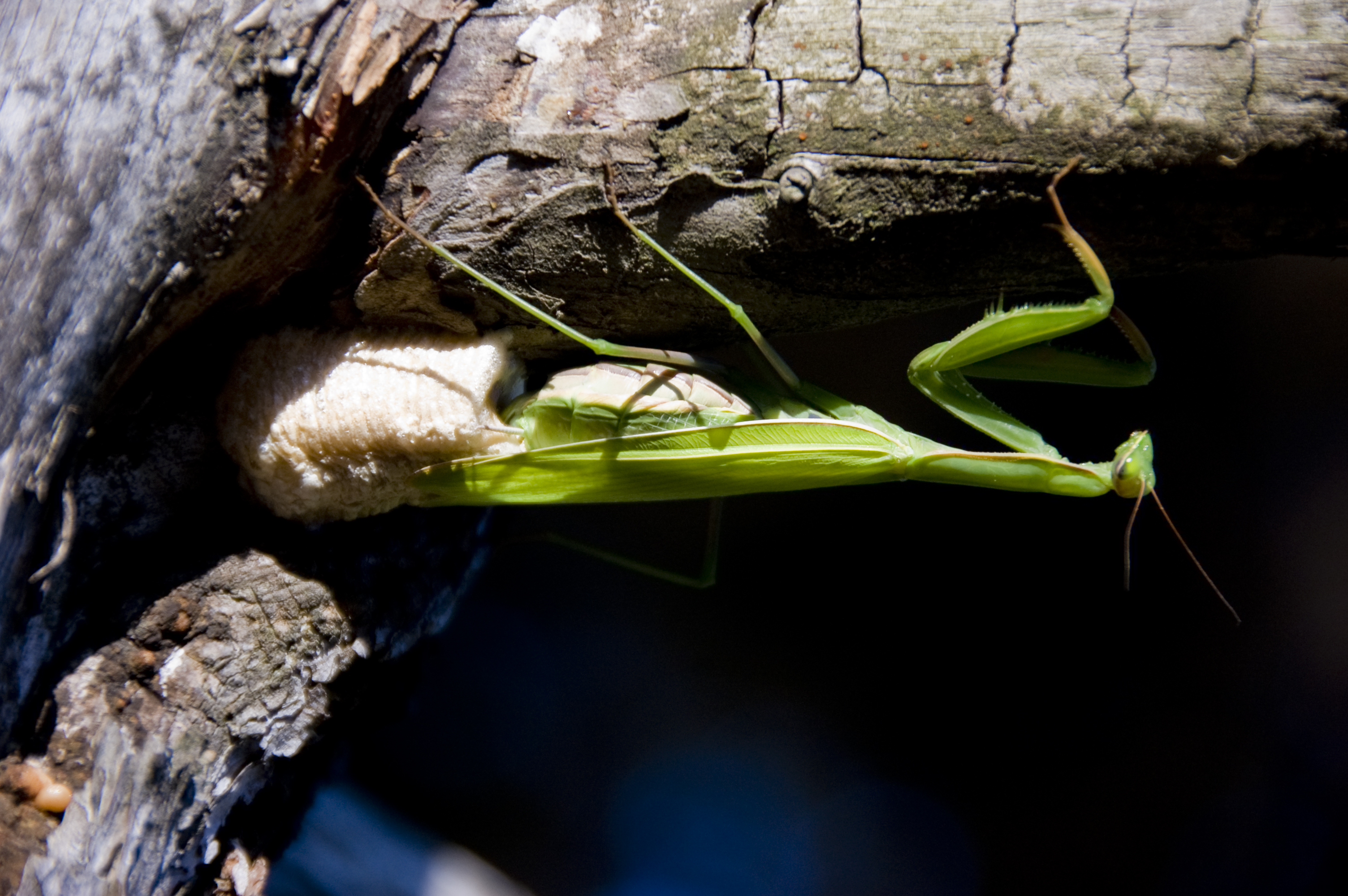
Mantide religiosa che depone le uova in un'ooteca

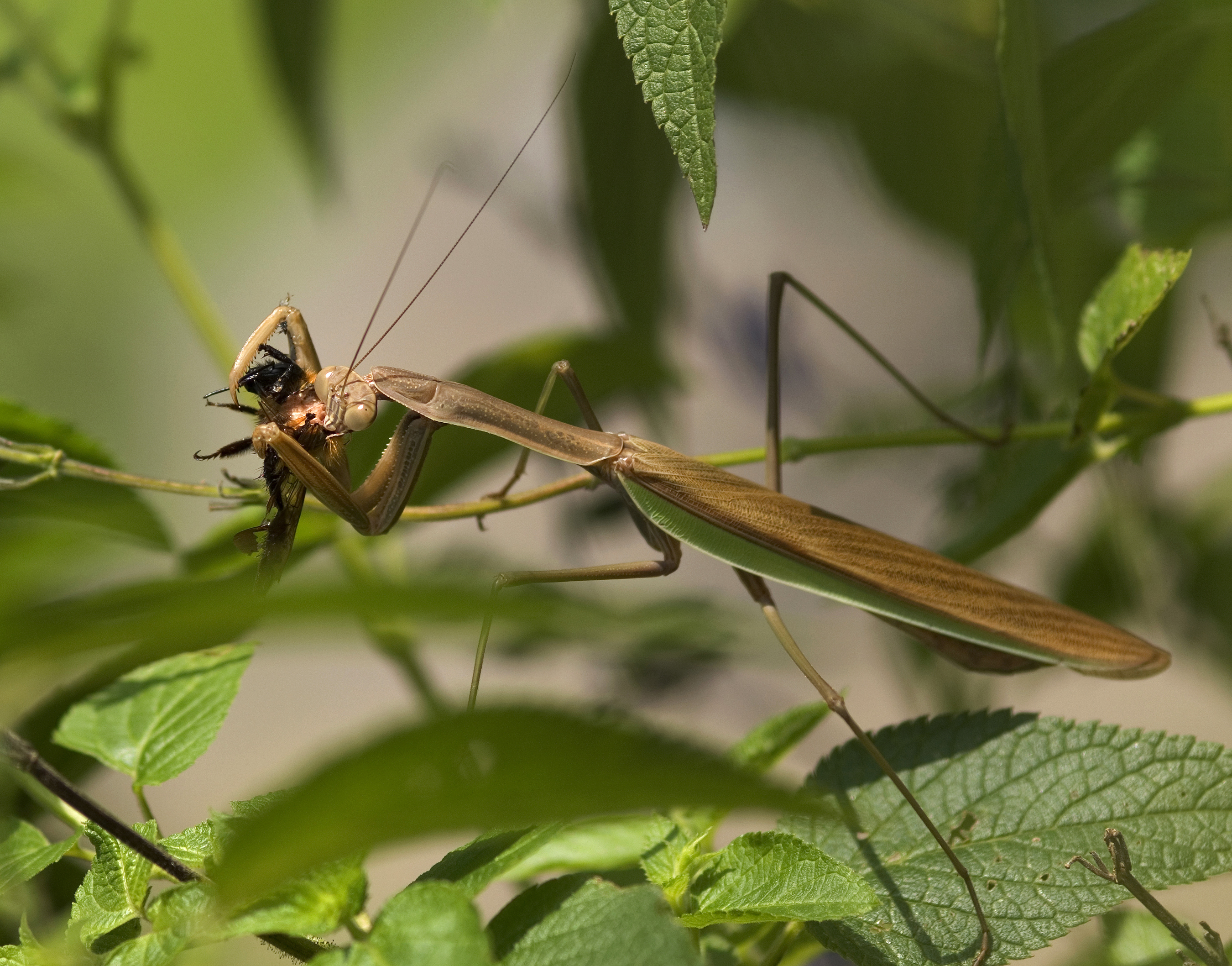
Una mantide religiosa che sta mangiando la sua preda

Le neanidi della mantide in natura nascono in maggio/giugno, per diventare adulte nel mese di agosto. Le uova vengono deposte in ooteche, prodotte dalla femmina, durante la stagione fredda. Ogni ooteca contiene in media 60-70 uova e può arrivare fino a 200.
L'accoppiamento delle mantidi è caratterizzato da cannibalismo post-nuziale: la femmina, dopo essersi accoppiata, o anche durante l'atto, divora il maschio partendo dalla testa mentre gli organi genitali proseguono nell'accoppiamento. Questo comportamento è dovuto al bisogno di proteine, necessarie alla rapida produzione di uova; prova ne è che la femmina d'allevamento, essendo ben nutrita, spesso "risparmia" il maschio.
Si nutrono di mosche, grilli, falene e altri piccoli insetti e talvolta anche di piccoli rettili e anfibi.

Si camuffano facilmente tra le foglie, dove aspettano immobili le prede. Per difendersi dagli attacchi di insetti antagonisti aprono di scatto le ali per sembrare più grandi. Talvolta, sempre a scopo difensivo, producono anche un verso che sembra un sibilo, sfregando l'addome sulle ali.

## Distribuzione

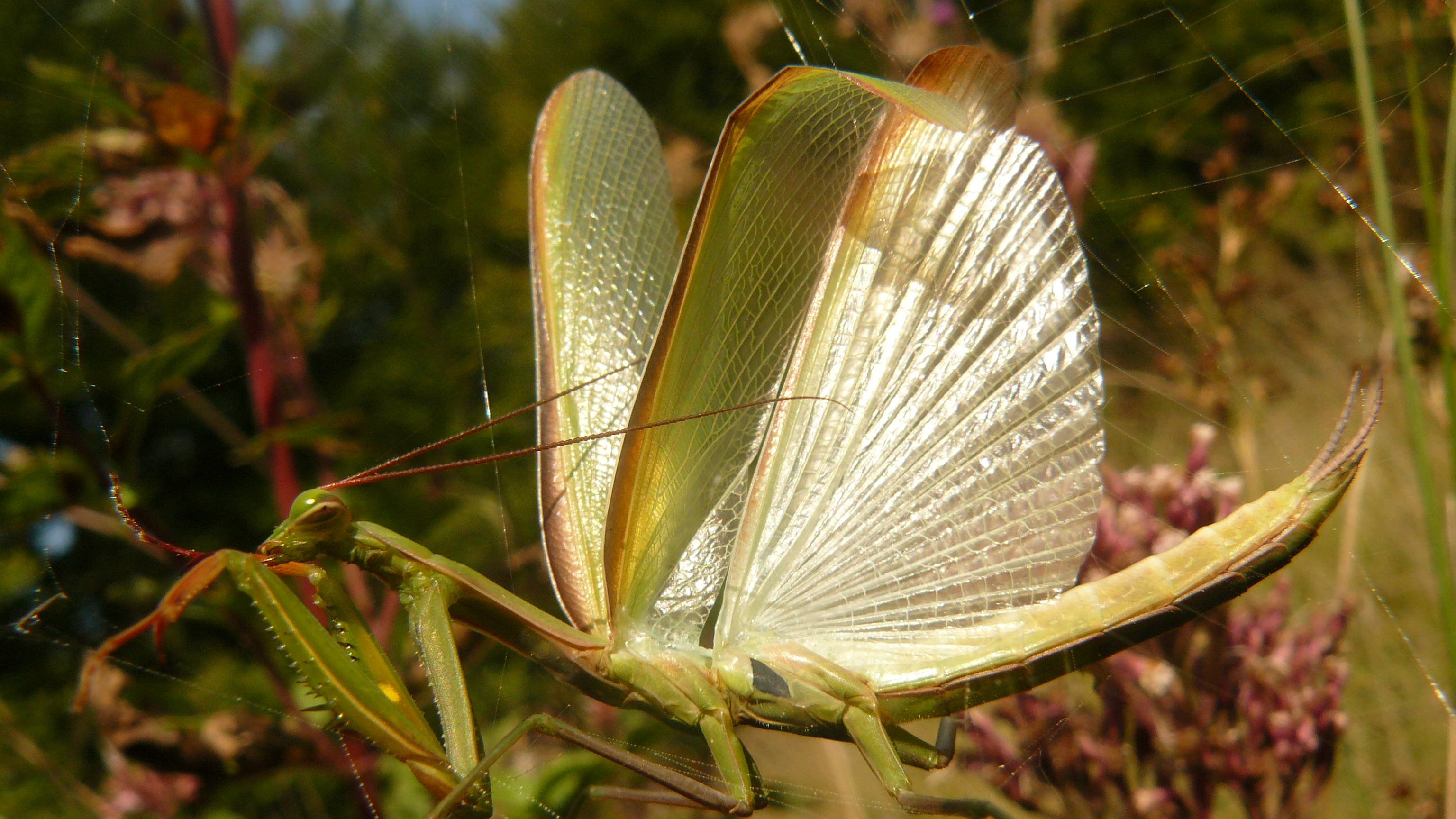
Mantide religiosa con le ali dispiegate

Le mantidi sono originarie dell'Africa, da cui si diffusero rapidamente nell'Europa meridionale e nell'Asia minore. Si è diffusa anche in Nord America come specie aliena.
Sono diffuse soprattutto dove le temperature sono più alte, infatti la loro presenza è notevolmente inferiore nell'Europa centrale e quasi nulla nell'Europa del Nord. In Germania sono considerati animali protetti e la loro cattura è vietata. In Italia è abbastanza comune in tutto il territorio, dalle zone prealpine sino alla fascia costiera, isole comprese.

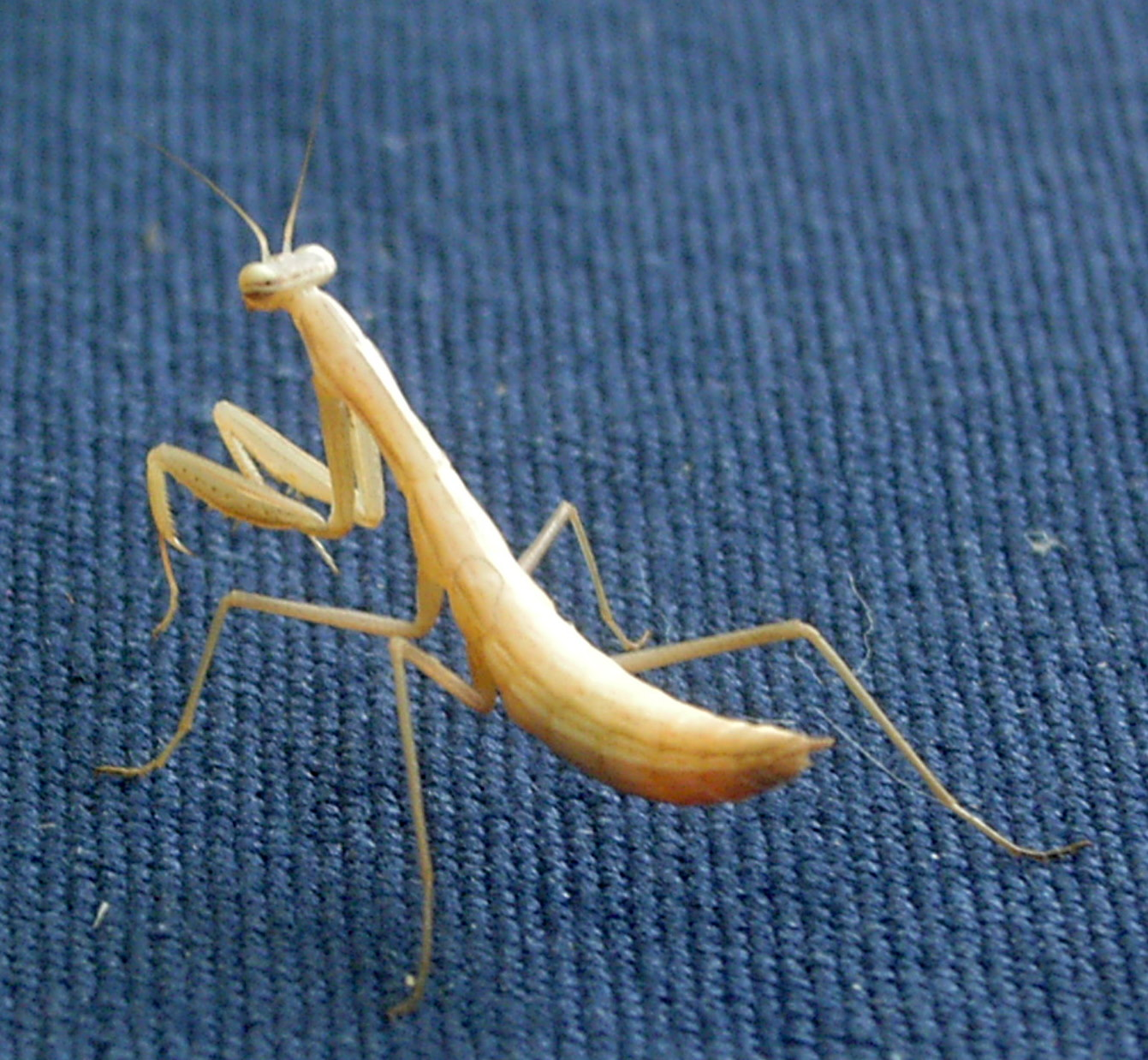
Giovane esemplare di Mantide religiosa